# Otto Lesser
Otto Leberecht Lesser, född den 16 oktober 1830 i Brotterode, Kurhessen, död den 12 augusti 1887 i Hannover, war en tysk astronom.
Lesser var verksam vid Berlinobservatoriet. Han tilldelades 1860 tillsammans med flera andra Lalandepriset och promoverades 1861 vid Marburgs universitet.
Minor Planet Center listar honom som O. Lesser och som upptäckare av 1 asteroid.

## Asteroider upptäckta av Otto Lesser
| 62 Erato                                | 14 september 1860[A] |
| Upptäckt tillsammans med: A W. Foerster |                      |